# Zabius birabeni
Espèce
Zabius birabeni est une espèce de scorpions de la famille des Buthidae.

## Distribution
Cette espèce est endémique d'Argentine. Elle se rencontre dans les provinces de Río Negro, de La Pampa, de Buenos Aires, d'Entre Ríos, de La Rioja, de San Juan, de San Luis et de Córdoba.

## Description
Zabius birabeni mesure jusqu'à 45 mm.

## Étymologie
Cette espèce est nommée en l'honneur de Max Birabén.

## Publication originale
- Mello-Leitão, 1938 : « Notas sobre Alacranes Argentinos. » Notas del Museo de La Plata Zoologia, vol. 3, p. 81-95.